# Franck Chambilly
Franck Chambilly (ur. 3 września 1970) – francuski judoka. Olimpijczyk z Atlanty 1996, gdzie zajął trzynaste miejsce w wadze ekstralekkiej.
Uczestnik mistrzostw świata w 1995. Mistrz w drużynie w 1994. Startował w Pucharze Świata w latach 1993, 1995–1998, 2000 i 2001. Brązowy medalista mistrzostw Europy w 1994 i 1996 i dwukrotny medalista w zawodach drużynowych. Wicemistrz igrzysk śródziemnomorskich w 1993. Wygrał igrzyska frankofońskie w 1994 roku.

## Letnie Igrzyska Olimpijskie 1996
| Konkurencja | Eliminacje             | Eliminacje                  | Repasaże                    | Klas. końcowa |
| Konkurencja | Przeciwnik I           | Przeciwnik II               | Przeciwnik I                | Miejsce       |
| ----------- | ---------------------- | --------------------------- | --------------------------- | ------------- |
| 60 kg       | Marek Matuszek (SVK) Z | Girolamo Giovinazzo (ITA) P | Giorgi Wazagaszwili (GEO) P | 13.           |